# Пестово (Аксьоновське сільське поселення)
Пестово (рос. Пестово) — присілок в Андреапольському районі Тверської області Російської Федерації.
Населення становить 11 осіб. Входить до складу муніципального утворення Андреапольський округ.

## Історія
Від 2006 до 2019 року входило до складу муніципального утворення Аксьоновське сільське поселення.

## Населення
| 2002 | 2010 |
| ---- | ---- |
| 34   | ↘11  |